# Julio César Pinheiro

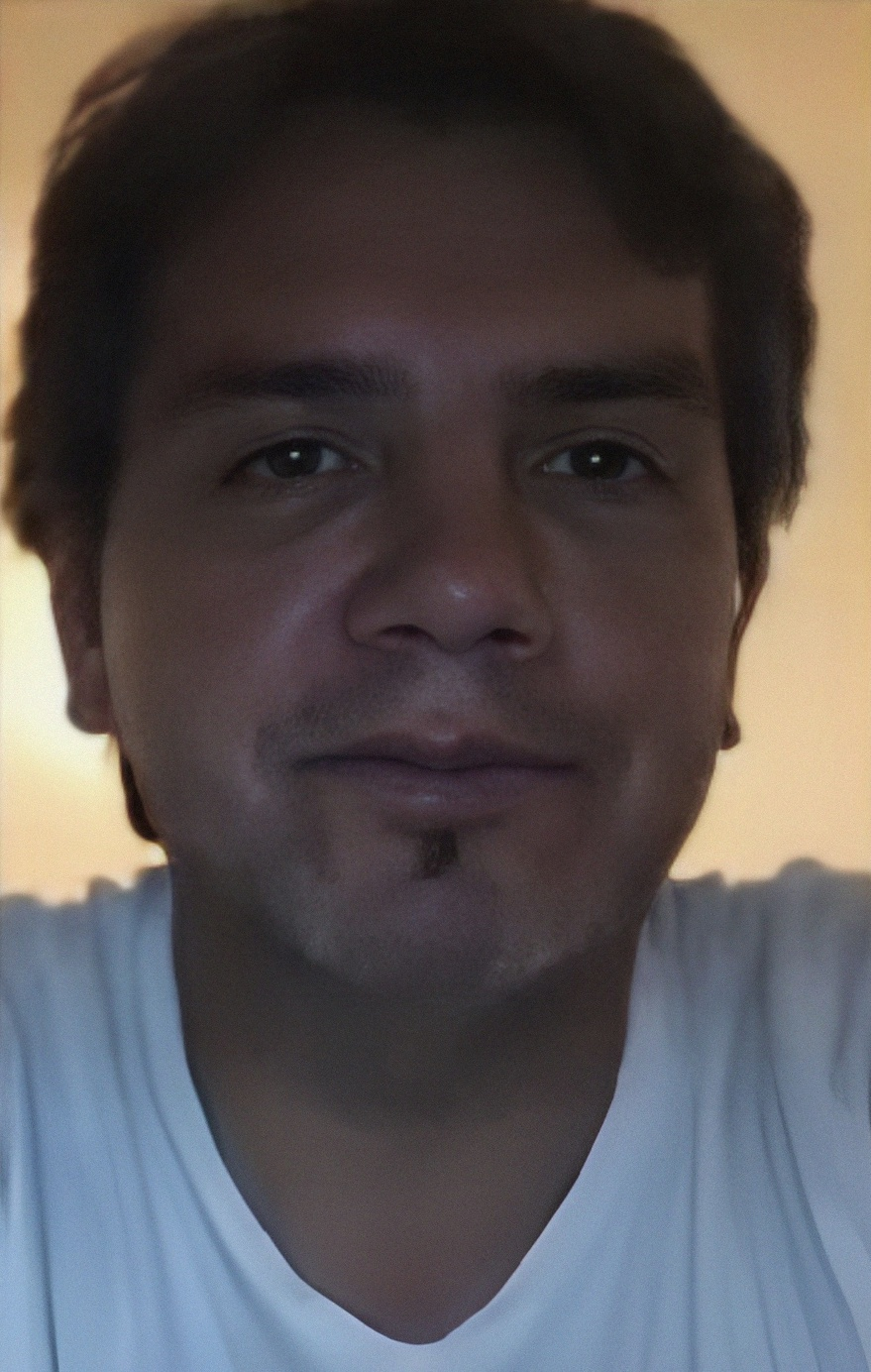
Julio César Pinheiro (2020) - brasilianischer Fußballspieler

Julio César Pinheiro García (* 22. August 1976 in Itapeva) ist ein ehemaliger brasilianischer Fußballspieler.

## Karriere

### Beginn seiner Karriere (1996 bis 2000)
Der 1,75 Meter große Mittelfeldspieler begann seine Karriere in der Saison 1996/97 beim Verein Celaya FC, bei welchem er für zwei Jahre unter Vertrag stand. Nach den zwei Jahren in Mexiko unterschrieb er in der Saison 1997/98 parallel einen Vertrag beim spanischen Verein CD Logroñés, bei welchem er 16 torlose Spiele bestritt. In der Saison 1998/99 kehrte Pinheiro wieder zu Celaya zurück. Dort blieb er noch bis zum Jahrtausendwechsel.

### CD Cruz Azul (2000 bis 2003)
Nach fünf Jahren beim Verein unterschrieb Julio einen Vertrag beim mexikanischen Verein CD Cruz Azul, bei welchem er für drei Spielzeiten unter Vertrag stand. In der Saison 2001/02 absolvierte er 18 Spiele und erzielte dabei drei Tore. In der folgenden Spielzeit brachte er es auf 23 Ligaspiele und abermals drei Tore.

### Restliche Karriere (ab 2004)
In der Saison 2003/04 unterschrieb Pinheiro einen Vertrag beim spanischen Verein CA Osasuna, bei welchem er sechs torlose Ligaspiele absolvierte. Beim Verein Atlas Guadalajara aus Mexiko stand er im darauffolgenden für in 14 Ligaspielen auf dem Platz und schoss zwei Tore. 2005 unterschrieb er einen Vertrag beim Verein AA Ponte Preta. In der Saison 2005/06 unterschrieb er zwei Verträge bei den mexikanischen Vereinen CF Monterrey und UNAM Pumas, bei welchen er insgesamt 33 Ligaspiele bestritt, jedoch blieben alle torlos. 2006 wechselte Julio zum japanischen Verein Kyōto Sanga, wo er nach Saisonende seine aktive Karriere beendete.